# Leslie Lewis
Leslie Lewis (né le 26 décembre 1924 à Chertsey et mort le 7 avril 1986) est un athlète britannique, spécialiste du 400 mètres.

## Biographie
Il remporte la médaille d'or du relais 4 × 400 mètres lors des championnats d'Europe de 1950, à Bruxelles, en compagnie de Martin Pike, Angus Scott et Derek Pugh. Sous les couleurs de l'Angleterre, il remporte trois médailles d'argent aux Jeux de l'Empire britannique de 1950, sur 440 yards, 4 × 110 yards et 4 × 440 yards.

### Palmarès
| Date | Compétition                  | Lieu      | Résultat | Épreuve       | Performance  |
| ---- | ---------------------------- | --------- | -------- | ------------- | ------------ |
| 1950 | Championnats d'Europe        | Bruxelles | 1er      | 4 × 400 m     | 3 min 10 s 2 |
| 1950 | Jeux de l'Empire britannique | Auckland  | 2e       | 440 yards     | 48 s 0       |
| 1950 | Jeux de l'Empire britannique | Auckland  | 2e       | 4 × 110 yards | 42 s 5       |
| 1950 | Jeux de l'Empire britannique | Auckland  | 2e       | 4 × 440 yards | 3 min 19 s 3 |
| 1952 | Jeux olympiques              | Helsinki  | 5e       | 4 × 400 m     | 3 min 10 s 0 |

### Records
| Épreuve    | Performance | Lieu | Date |
| ---------- | ----------- | ---- | ---- |
| 400 mètres | 47 s 7      |      | 1950 |